# Toledo Island
Toledo Island (englisch; bulgarisch остров Толедо ostrow Toledo) ist eine in ost-westlicher Ausrichtung 320 m lange und 110 m breite Insel vor der Westküste von Rugged Island im Archipel der Südlichen Shetlandinseln. Sie ist neben Prosechen Island die südlichere zweier Felseninseln in der Smyadovo Cove und liegt 1,23 km südlich des Kap Sheffield sowie 0,3 km nördlich bis westlich des Ugain Point. Von Prosechen Island südöstlich von ihr trennt sie eine 60 m breite, vom Ufer der Smyadovo Cove eine 40 m breite Passage.
Spanische Wissenschaftler kartierten sie 1992, bulgarische 2009. Die bulgarische Kommission für Antarktische Geographische Namen benannte die Insel 2013 nach dem spanischen Kapitän Joaquín de Toledo y Parra (1780–1819), Kommandant an Bord des Kriegsschiffs San Telmo, das am 4. September 1819 mit der vorgeblich 644 Mann starken Besatzung an Bord vor der Nordküste der Livingston-Insel gesunken war.